# Kolos Ferenc Vaszary
Kolos Vaszary, O.S.B. (Keszthely, 12 de fevereiro de 1832 - Balatonfüred, 3 de setembro de 1915) foi um religioso húngaro, cardeal-arcebispo de Esztergom e Primaz da Hungria.

## Biografia
Ingressou na Ordem de São Bento em 1847 e professou em 6 de junho de 1854. Dois anos depois, em 26 de maio de 1856, foi ordenado sacerdote e atuou por muito tempo como professor e diretor do curso ginasial da Abadia de Pannonhalma, sendo nomeado abade em 28 de abril de 1885. A poucos meses de completar 60 anos, em 13 de dezembro de 1891, foi nomeado arcebispo de Esztergom e, consequentemente, Príncipe-Primaz da Hungria, recebendo a ordenação episcopal em 7 de fevereiro de 1892. Como a arquidiocese de Esztergom (que engloba a capital Budapeste) é tradicionalmente governada por um cardeal, Vaszary foi elevado a essa dignidade em 16 de janeiro de 1893 pelo Papa Leão XIII.
O cardeal Vaszary serviu como arcebispo durante vinte anos, participando do conclave de 1903. Em uma época em que os bispos geralmente exerciam suas funções por toda a vida - a prática atual de renunciar aos 75 anos ainda não existia -, a saúde do cardeal começou a declinar de tal forma que, em novembro de 1912, já era absolutamente impossível para ele continuar a cumprir qualquer atividade como arcebispo, e ele anunciou sua renúncia. Em virtude dos acordos existentes entre a Igreja Católica e o Império Habsburgo, tanto o papa quanto o imperador teriam que aceitar sua renúncia para que ela tivesse efeito. Esta foi formalmente aceita por ambos na primeira semana de 1913.
Quando o Papa Pio X morreu, o cardeal Vaszary já contava 82 anos de idade e não teve condições de participar do conclave que elegeu seu sucessor, o Papa Bento XV. Vaszary morreu no ano seguinte, em Balatonfüred. Seu corpo encontra-se sepultado na Basílica de Esztergom.